# أكسالات الصوديوم
أوكسالات ثنائية الصوديوم أو اختصاراً أكسالات الصوديوم مركب كيميائي له الصيغة Na2C2O4، وهو ملح الصوديوم لحمض الأكساليك.

## الخواص
- لمركب أكسالات الصوديوم انحلالية ضعيفة في الماء، وهو غير منحل في الكحول وفي الإيثر الإيثيلي.

## التحضير
يحضر من تفاعل تعديل حمض الأكساليك بهيدروكسيد الصوديوم باستخدام كميات مكافئة (ستوكيومترية) حسب المعادلة:
H2C2O4 + 2NaOH → Na2C2O4 + 2H2O
كما ينتج بكميات كبيرة كناتج ثانوي في طريقة باير لإنتاج أكسيد الألومنيوم من معدن البوكسيت.

## الاستخدامات
- يستخدم مركب أكسالات الصوديوم بشكل أساسي في تقييس محاليل فوق منغنات البوتاسيوم.
- يستخدم من أجل تحديد أيونات الكالسيوم في بلازما الدم، كما أنه من موانع التخثر.
- يدخل في خلطات الألعاب النارية حيث يعطي اللون الأصفر البرتقالي.
- له تطبيقات أخرى في صناعة النسيج وكمكون في بعض أنواع الاسمنت الخاصة.